# Sacrifice 2016
Sacrifice 2016 è stata la decima edizione prodotta dalla Total Nonstop Action Wrestling (TNA) e la prima a non essere trasmessa in pay-per-view. L'evento si è svolto il 19 marzo 2016 presso la IMPACT! Zone di Orlando, Florida ed è stato trasmesso il 26 aprile 2016 su Pop TV.

## Risultati
| # | Match | Stipulazioni                                                                   | Durata |
| - | --- | ------------------------------------------------------------------------------ | ------ |
| 1 | Drew Galloway (c) ha sconfitto Tyrus                                                                         | Single match per il titolo TNA World Heavyweight Championship                  | 07:55  |
| 2 | Rosemary (con Crazzy Steve) ha sconfitto Gail Kim                                                            | Single match                                                                   | 06:08  |
| 3 | Decay (Crazzy Steve e Abyss) (con Rosemary) hanno sconfitto Beer Money, Inc. (Bobby Roode e James Storm) (c) | Valley of Shadows match per il titolo TNA World Tag Team Championship          | 14:10  |
| 4 | Bram ha sconfitto Eric Young (c)                                                                             | Falls Count Anywhere match per il titolo TNA King of the Mountain Championship | 06:34  |
| 5 | Mike Bennett (con Maria Kanellis) ha sconfitto Ethan Carter III                                              | No Disqualification match                                                      | 11:11  |
|   | (c) = campione in carica al momento dell'inizio del match                                                    |                                                                                |        |